# Ian Black
Ian Black (ur. 14 marca 1985, Bathgate) – szkocki piłkarz, występujący na pozycji środkowego pomocnika. Od 2015 jest zawodnikiem angielskiego klubu Shrewsbury Town. Mierzy 174 cm wzrostu.
Black karierę rozpoczął w 2003 w Blackburn Rovers, jednak występował tylko w zespołach juniorskich. W 2004 trafił do występującego w Scottish Premier League Inverness Caledonian Thistle, gdzie rozegrał 132 ligowe pojedynki. W 2009 przeniósł się do Heart of Midlothian, a w 2012 do Rangers. W 2015 trafił do Shrewsbury Town.